# 感官设计

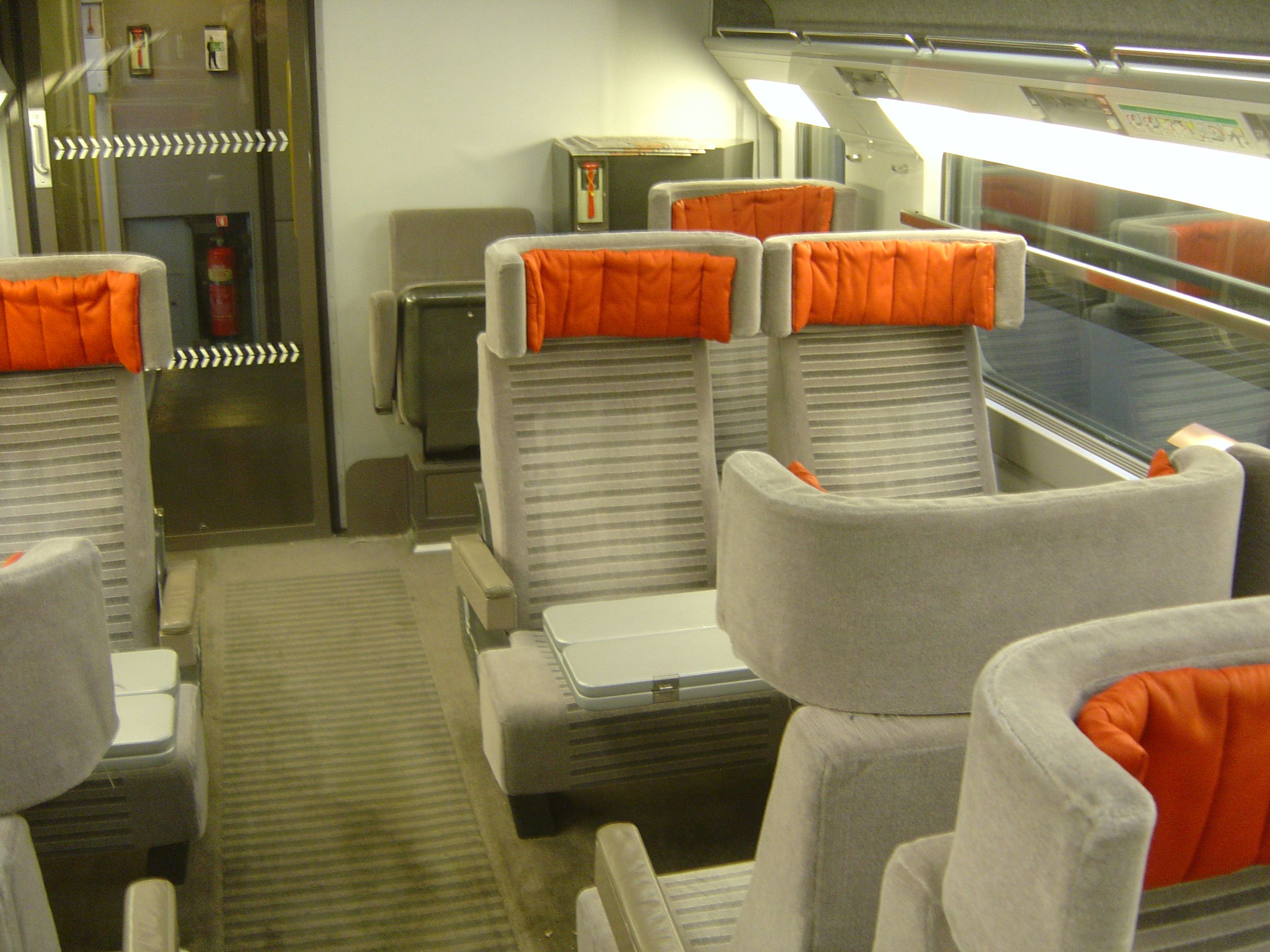
欧洲之星内部。阿尔斯通公司在在其高铁开发中会引入感官设计。

感官设计（Sensory design （页面存档备份，存于））是一种和人的感受相关的设计过程，其目的在于建立产品感官认识整体分析，并在此基础上定义产品设计或再设计的合理方法。该过程涉及对指定产品多样而变化的使用情境的观察，从而衡量用户对产品的整体观念，产品在触感、外形、声音等方面的优缺点。
感官评价意在系统地描述和量化人在碰到某一个产品时的感官所得。和实验室分析相反，产品的感知所得通过一个经过专业训练的测试者座谈小组比较相似产品而得到。
测试结果帮助研究人员建立一个规格列表和一个精确并量化的要求。要求通过不同的标准应用于原料和对象：
- 触觉、表面处理、颜色、配件和布局；
- 产品在操作时的声音和运动；
- 气味；
- 温度和散热；
- 亮度。

在交通设计领域，感观设计与感官评价作为感官分析的组成部分，可以为车辆内部、信息系统、车站环境带来一些小的优化，帮助柔化乘客旅行体验中粗糙的部分。